# Pasu Sar
Passu Sar (lub Pasu Sar albo Pasu I) to jeden ze szczytów grupy Batura Muztagh, części Karakorum. Leży w dystrykcie Gilgit, w północnej części Pakistanu. 
Pierwszego wejścia dokonali: Max Wallner, Dirk Naumann, Ralf Lehmann, i Volker Wurnig 7 sierpnia 1994 r.